# Hrvoje Benić
Hrvoje Benić (Dubrovnik, 26. travnja 1992.), hrvatski vaterpolist, igrač dubrovačkog Juga. Branič, visok 198 cm i težak 100 kg.
S Jugom je 2016 godine osvajač Europske lige prvaka, te Hrvatskog prvenstva, kupa te regionalne lige, te europskog super kupa.
2017 godine, osvojeno je 2 mjesto u Ligi prvaka, te je nastavljena dominacija u domaćim natjecanjima.
S reprezentacijom Hrvatske, osvojio je zlato u LEN Europskom kupu, odigranom u Rijeci 2018 godine.